# Tove Seest
Tove Elise Seest Jensen (født 28. marts 1984 i Tørring-Uldum) er en tidligere dansk håndboldspiller, der senest spillede for Team Esbjerg. Hun kom til klubben i 2011 og afsluttede sin karriere i 2017. Hun har tidligere optrådt for Horsens HK, SK Århus og Team Tvis Holstebro.